# Тиммер, Марианне
Мария Алтье (Марианне) Тиммер (нидерл. Maria Aaltje ("Marianne") Timmer, род. 3 октября 1974 года, Саппемер, Нидерланды) — голландская конькобежка, трёхкратная олимпийская чемпионка, трёхкратная чемпионка мира, 11-кратная чемпионка Нидерландов на отдельных дистанциях, а также 10-кратная в спринтерском многоборье.

## Биография
Марианне Тиммер родилась в семье фермера и чувствовала себя как дома среди овец, кур, кроликов и коров. Её мать была парикмахером, а отец торговал овцами. Свои первые коньки она получила от бабушки и училась кататься на коньках в возрасте 7-ми лет, а начала целенаправленно заниматься конькобежным спортом в 1988 году.
Марианне в качестве конькобежки на длинные дистанции в 1991 году выиграла чемпионат Нидерландов среди юниоров в многоборье. В возрасте 18 лет дебютировала на Кубке мира и на спринтерском чемпионате мира в Сибукаве, где заняла 27-е место. В 1994 году она выиграла "бронзу" в многоборье на юниорском чемпионате мира в Берлине, а в 1995 году у неё диагностировали синдром хронической усталости, она была вынуждена сосредоточиться на более коротких дистанциях.
В 1995 году она присоединилась к основной команде "Ab Krook Allround" и на чемпионате Нидерландов заняла 2-е место на дистанциях 500 и 1500 м и 3-е место на 1000 м. В сезоне 1996/97 впервые выиграла медали на этапах Кубка мира в Чонджу, Инсбруке и Инцелле. Первых побед Марианне Тиммер добилась в 1997 году — выиграла чемпионат Нидерландов по спринтерскому многоборью, а на чемпионате мира в Варшаве победила на дистанции 1000 метров и заняла 3-е место в забеге на 1500 м.
В январе 1998 года поднялась на 8-е место в спринте на чемпионате мира в Берлине, а в феврале на зимних Олимпийских играх в Нагано она выиграла на дистанциях 1000 м и 1500 м, установив на второй дистанции рекорд мира с результатом 1:57,58 сек. На дистанции 500 м заняла 6-е место.
Через год стала 4-й в спринте на чемпионате мира в Хамаре и выиграла золотую медаль в беге на 1000 м на чемпионате мира в Херенвене, а также заняла 3-е место на дистанции 500 м. На очередных зимних Олимпийских играх в Солт-Лейк Сити в 2002 году она не смогла завоевать ни одного подиума, став 4-й на дистанции 1000 м, 8-й на 500 м и 21-й на 1500 м.
Её следующим успехом на международной арене стала победа в спринте на чемпионате мира в Нагано и серебряная медаль в забеге на 1000 м на чемпионате мира на отдельных дистанциях в Сеуле. В 2005 году выиграла "бронзу" на дистанции 1000 м на чемпионате мира на отдельных дистанциях в Инцелле.
На зимних Олимпийских играх в Турине 2006 года Тиммер входила в число фаворитов на дистанциях 500 и 1000 метров. На короткой дистанции она была дисквалифицирована за второй фальстарт, а через несколько дней выиграла свою коронную дистанцию — 1000 м, войдя в тройку спортсменов Нидерландов, которым удалось выиграть три золотых медали зимних Олимпиад. На своей третьей дистанции 1500 м она была 14-й.
Тиммер успешно выступала на Национальных чемпионатах, но после олимпиады 2006 года успехов на мировых турнирах не показывала. В 2008 году на спринтерском чемпионате мира в Херенвене стала только 5-й, а на дистанции 500 м в Нагано заняла 6-е место. В ноябре 2009 года на чемпионате Нидерландов она заняла 3-е место на дистанциях 500 и 1000 м, что стало её последними высокими результатами.
Марианне планировала участвовать на Олимпиаде 2010 в Ванкувере, но получила травму, раздробив кости левой пятки на этапе Кубка мира в ноябре 2009 года, столкнувшись с соперницей и выбыла из соревновании на неопределённое время. Тиммер бежала в паре с китаянкой Юй Цзин, которая упала на выходе из последнего малого поворота и сбила Тиммер, после чего обе на большой скорости врезались в мягкое ограждение.
В середине декабря, после того, как анализы показали, что кости, которые она сломала в пятке при падении в прошлом месяце, уже срослись и через две недели она собиралась выйти на лёд. В начале следующего сезона 2010/11 она неудачно выступила на чемпионате Нидерландов на отдельных дистанциях и в спринте, а также на 3-х этапах Кубка мира и завершила карьеру спортсменки.
На олимпиаде в Ванкувере она была экспертом в телевизионной студии ‘RTL Boulevard’ и освещала игры. В 2011 году создала свою собственную коммерческую женскую команду "Team Liga" и работала в ней тренером. До 2016 года она была главным тренером "Team continuous", но в том же году решила продолжить работу в качестве независимого консультанта. Также она является востребованным спикером, членом жюри NOS, NOC, NSF Sportgala и руководителем миссии "Talent TeamNL" на зимних юношеских Олимпийских играх.

## Личная жизнь
В 2001 году она вышла замуж в Лас-Вегасе за своего тренера и олимпийского чемпиона 1976 года из США Петера Мюллера, но через год его уволили из сборной Нидерландов и они развелись в 2003 году. Также была замужем за Хенком Тиммером, бывшим футбольным вратарем "АЗ Алкмар".. Она теперь в разводе с Хенком и живёт в фермерской деревне Херден провинции Гелдерланд Она занимается чем-то почти каждый день: бегом, гольфом, катанием на коньках, силовыми тренировками.